# El Raval de Gaià
El Raval de Gaià és una obra del municipi de Gaià (Bages) inclosa en l'Inventari del Patrimoni Arquitectònic de Catalunya.

## Descripció
El Raval de Gaià és un dels pocs nuclis organitzats com a carrer de tot el Municipi de Gaià, de població totalment dispersa. Format per un seguit de cases unifamiliars i cobertes a doble vessant que s'arrengleraren en forma de carrer.

## Història
El Raval de Gaià va néixer fruit de la iniciativa agrícola que portà a terme l'il·lustrat Francesc d'Assís Delàs i Silvestre, baró de Vilagaià, al fundar una colònia agrícola dins la seva propietat. Hi reuní més de vint-i-cinc famílies de colons i els donà casa i terra per a dedicar-se a l'explotació de l'olivera i de la vinya. Posteriorment i sobretot des de principis del s. XX, el Raval de Gaià, com també el Pla del Forn, començà a despoblar-se. Actualment moltes d'aquestes cases s'estan restaurant i habitant en èpoques d'estiueig.